# جمعية كشافة بروناي دار السلام

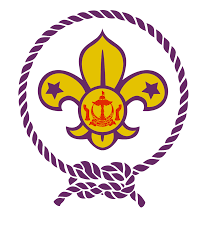

جمعية كشافة دار السلام بروناي هي المنظمة الكشفية الوطنية في بروناي، تأسست في عام 1933، وأصبحت عضوا في المنظمة العالمية للحركة الكشفية في عام 1981. كانت الجمعية تحوي على 12 كشاف في عام 1933، وفي عام 1961 بلغ عدد الأعضاء في الجمعية 322 كشاف، وبحلول عام 2011 ارتفع العدد إلى 2086 عضو.